# Syrie, le cri étouffé
Pour plus de détails, voir Fiche technique et Distribution.
Syrie, le cri étouffé est un documentaire
français réalisé par Manon Loizeau, co-écrit avec Annick Cojean et avec l'aide de Souad Wheidi, et diffusé en 2017 sur France 2. Plusieurs femmes syriennes y narrent les viols qu'elles ont subis, perpétrés de manière massive par le régime de Bachar el-Assad dès les débuts de la révolution syrienne.

## Synopsis
Plusieurs femmes syriennes témoignent, à visage découvert (Mariam, Fouzia) ou anonymement, non sans une émotion palpable, de leur vie avant la révolution syrienne de 2011, puis du basculement qui s'opère avec la répression brutale des manifestations par le régime de Bachar el-Assad. Durant cette dernière, elles sont victimes — et souvent témoins — de viols répétés, souvent accompagnés d'autres actes de torture, commis dans des centres de détention ou directement à leur domicile, par les hommes de main du régime (moukhabarat, armée, chabihas…),,.
Ces femmes expliquent que la violence extrême subie lors du viol se double d'une violence a posteriori de la société syrienne qui considère le viol comme tabou et synonyme de déshonneur pour la victime. Une femme dont le viol est connu publiquement peut connaître un bannissement familial et social. L'une des femmes témoigne du meurtre de son amie, Alwa — elle aussi violée par les hommes du régime —, par son propre père ; nombreuses sont également les victimes qui se suicident. L'utilisation généralisée du viol de guerre par le régime syrien est intentionnelle, expliquent-elles, « pour briser l'homme syrien » (dixit une lieutenante de l'armée déserteuse) et mater la révolution ; une pratique développée avec les années par le régime consiste à envoyer des images du viol de leur proche aux maris et familles,,,.

## Fiche technique
- Titre original : Syrie, le cri étouffé
- Réalisation : Manon Loizeau
- Scénario : Manon Loizeau, Annick Cojean et Souad Wheidi (chercheuse)
- Musique : Naïssam Jalal, avec Khaled Aljaramani
- Photographie : Stéphane Rossi, Laurent Stoop, Ludovic Siméon
- Son : Bruno Lagoarde
- Montage : Mathieu Goasguen, avec Alain Rimbert
- Société de production : Magnéto Presse (avec la participation de Radio télévision suisse et France Télévisions)
- Pays de production :  France
- Langue originale : français
- Format : couleur
- Genre : documentaire
- Durée : 82 minutes[5]
- Date de sortie : 12 décembre 2017 à 22 h 25 (sur France 2)[5]

## Production
L'idée du film naît lors d'un reportage de Manon Loizeau à Homs en 2011 pour l'émission Envoyé spécial, durant lequel elle rencontre une femme qui a été violée par les hommes du régime. En parallèle, la journaliste Annick Cojean a publié dans Le Monde, notamment en 2014, plusieurs témoignages de femmes syriennes violées.
Le recueil des témoignages par Manon Loizeau, Annick Cojean et Souad Wheidi, chercheuse libyenne et qui a servi d'interprète, a fait l'objet d'un long travail. La réalisatrice indique ainsi : « Plus que des entretiens, il s'agissait d'un recueil de paroles. Des fois, il fallait plusieurs jours pour qu'elles prononcent le mot viol. Et lorsque cela arrivait, on s'effondrait en larmes avec elles. »
Selon cette dernière, les femmes qui témoignent le font non seulement pour elles et pour leurs compatriotes toujours enfermées dans les prisons syriennes, mais également pour permettre que leurs tortionnaires soient jugés lors d'un éventuel procès international : l'évocation de noms et lieux de détention précis est intentionnelle.
La photographie poétique qui accompagne les témoignages découle de la volonté de la réalisatrice de « symboliser le corps, qui se fracasse, se fragmente, se disloque ». Les témoignages eux-mêmes sont expurgés des détails crus des viols, dans une volonté de pudeur.

## Réception et analyse
Le documentaire reçoit un accueil très positif de la presse généraliste française.
Christine Rousseau évoque pour Le Monde un « documentaire choc » dont la « mise en images poétique » se superpose aux récits douloureux des femmes syriennes. Emmanuelle Skyvington abonde dans Télérama au sujet de ce film jugé exceptionnel par sa portée : « Fragmentation des corps, effondrement des esprits : dès qu'il s’agit de traduire l’indicible, Manon Loizeau dissémine, entre les témoignages et les silences, des bribes de paysages, un mur en ruine, des oiseaux dans le ciel. Un portrait de femmes héroïques, plus encore que victimes. »
Dans Les Inrockuptibles et Marianne, Marie Ingouf et Patricia Neves soulignent que ce « documentaire bouleversant », à l'image pudique, éclaire un aspect méconnu de la guerre civile syrienne : le sort réservé aux femmes,. Le journaliste de Libération Luc Mathieu souligne que ce « documentaire édifiant » met en lumière le silence et la solitude forcés de ces femmes, victimes du régime mais souvent marquées du sceau de l'infamie au sein de leur famille et de la société syrienne — cf. le titre du film.
Comme certains de ses confrères, Isabelle Mourger, journaliste pour TV5 Monde, met l'accent sur l'appel à l'aide de ces femmes, adressé particulièrement aux femmes occidentales et perçu comme un dernier recours face à l'apathie que suscite la situation, que recèle ce « documentaire inédit » : les geôles du régime el-Assad regorgent toujours de plusieurs milliers de Syriennes, victimes des pires sévices.
Quant à Marianne Meunier, elle relève un double « tour de force » du film dans La Croix : d'abord par sa démonstration, à l'aide de seuls témoignages (le documentaire est dépourvu de commentaires), de la généralisation progressive des viols par le régime el-Assad, au début cantonnés aux prisons, à tous les espaces de la société ; ensuite par la « grâce qui émane de ces bouleversantes soixante-dix minutes », qui doit autant à la photographie qu'à la bande sonore, toutes deux venant « consolide[r] le propos avec une saisissante délicatesse ».
L'ancien diplomate Michel Duclos, dans La Longue Nuit syrienne, écrit que Syrie, le cri étouffé « montre magistralement » que le sort des femmes dans les prisons syriennes est « particulièrement horrible ».
Pour Catherine Coquio, l'enquête documentaire, en complément avec les rapports d'ONG, montre que, dès 2011, le viol carcéral, « très souvent infligé à un détenu pour en torturer un autre », a été « systématisé pour déchirer les familles et les solidarités » au sein de la société syrienne (le viol des femmes servant à briser les hommes et celui des enfants à briser des parents).

## Distinctions
- Festival du film et forum international sur les droits humains de Genève 2017 : Grand Prix de l'Organisation mondiale contre la torture[5]
- Festival international du film documentaire et du film d'animation de Leipzig 2017 : prix du public[5]
- Festival international du grand reportage d'actualité et du documentaire de société 2018 : prix spécial du jury[12]